# Източна провинция (Шри Ланка)
Източната провинция е една от 9-те провинции на Шри Ланка. Населението ѝ е 1 547 306 жители (2011), а площта – 9996 km2. Намира се в часова зона UTC+05:30. Пощенските ѝ кодове са в диапазона 30000-32999, а телефонните 026, 063, 065, 067. МПС кодът е EP.